# 松寿寺 (愛知県南知多町)
松寿寺（しょうじゅじ）は、愛知県知多郡南知多町大字篠島東山56にある曹洞宗の寺院。山号は東照山。本尊は如意輪観世音菩薩。四国直伝弘法八十八ヶ所霊場の第47番札所、南知多三十三観音の番外札所。

## 歴史
天文11年（1542年）、雪天俊盛和尚によって開山された。江戸時代初期には山号を東照山から東光山に改めたが、たびたび不祥事が起こったので東照山に戻した。知多半島南端の三名刹とされた時期もあり、6坊の末寺があった時期もある。西国大名が篠島を訪れる際には宿所として使用された。
愛知県や知多郡は弘法大師（空海）信仰が篤く、1925年（大正14年）に知多半島一円に開設された四国直伝弘法八十八ヶ所霊場の第47番札所となっている。
境内の西側には南知多町立篠島小学校の旧校地があり、廃校舎やグラウンドが残っている。本堂の屋根は銅板葺きである。

## 境内
- 本堂
- 弘法堂
- 馬頭観音

## 現地情報
所在地
- 470-3505 愛知県知多郡南知多町大字篠島東山56

アクセス
- 篠島渡船ターミナルから徒歩10分